# Ebisu (gud)

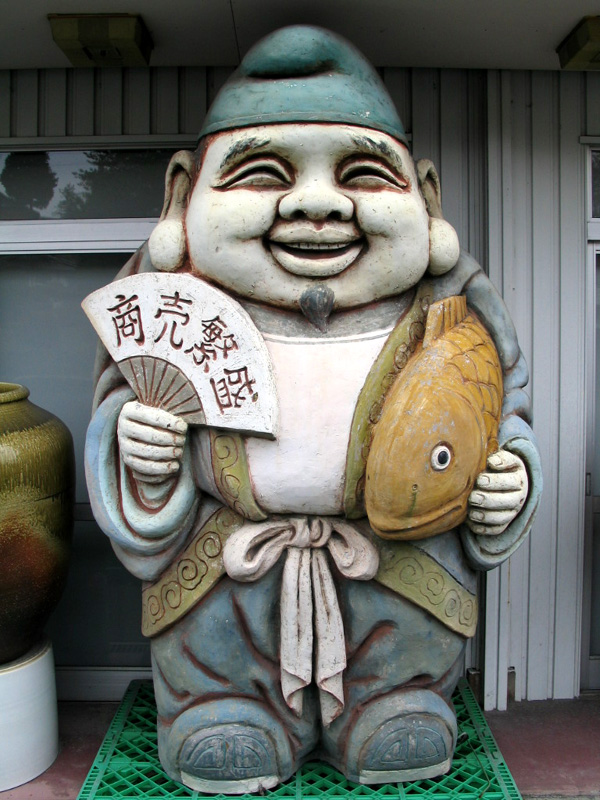
Staty av Ebisu.

Ebisu är i japansk mytologi en av de sju lyckobringande gudarna.
Ebisu betraktades som fiskarnas och handelsmännens beskyddare och förespråkade hårt arbete.
De övriga gudarna i gruppen de sju lyckogudarna är Benten, Daikoku, Bishamon, Fukurokuju, Hotei och Jurojin